# يوسف وسام
يوسف وسام (27 مارس 1979 في ليون) (بالإنجليزية: Youssef Wissam)‏ لاعب كرة قدم فرنسي معتزل كان يجيد اللعب في مركز المهاجم . ساهم في تتويج نادي سيرفيت السويسري ببطولة دوري الدرجة الأولى موسم 2005-2006 .